# Христо Янев
Христо Янев (болг. Христо Янев, нар. 4 травня 1979, Казанлик) — болгарський футболіст, що грав на позиції флангового півзахисника, зокрема за ЦСКА (Софія), «Гренобль» та «Літекс», а також національну збірну Болгарії.
По завершенні ігрової кар'єри — тренер. З 2020 року очолює тренерський штаб команди «Миньор».

## Клубна кар'єра
У дорослому футболі дебютував 1997 року виступами за команду клубу «Олімпік» (Тетевен), в якій провів два сезони, взявши участь у 13 матчах чемпіонату.
Протягом 1999—2000 років захищав кольори команди клубу «Бероє».
Своєю грою за останню команду привернув увагу представників тренерського штабу клубу ЦСКА (Софія), до складу якого приєднався 2000 року. Відіграв за армійців з Софії наступні шість сезонів своєї ігрової кар'єри. Більшість часу, проведеного у складі софійського ЦСКА, був основним гравцем команди. У складі софійського ЦСКА був одним з головних бомбардирів команди, маючи середню результативність на рівні 0,37 голу за гру першості.
2006 року уклав контракт з французьким клубом «Гренобль», у складі якого провів наступні три роки своєї кар'єри гравця.
З 2009 року три сезони захищав кольори команди клубу «Літекс». Граючи у складі «Літекса» також здебільшого виходив на поле в основному складі команди.
2018 року повернувся до складу ЦСКА (Софія). Провівши дві гри за цю команду, перейшов до грецького «Панетолікоса», а завершував ігрову кар'єру на батьківщині у «Славії» (Софія), за яку виступав протягом 2013 року.

## Виступи за збірну
2004 року дебютував в офіційних матчах у складі національної збірної Болгарії. Протягом восьми років провів у формі головної команди країни 11 матчів, забивши 3 голи.

## Кар'єра тренера
Розпочав тренерську кар'єру невдовзі по завершенні кар'єри гравця, 2015 року, очоливши тренерський штаб клубу «Миньор».
Того ж 2015 року став головним тренером команди ЦСКА (Софія), тренував армійців з Софії один рік. Згодом очолював цю команду протягом частини 2018 року.
У 2016–2017 роках тренував «Нефтохімік», а 2020 року знову очолив «Миньор».

## Титули і досягнення
- Чемпіон Болгарії (4):

ЦСКА: 2002–2003, 2004–2005
Литекс: 2009–2010, 2010–2011
- Володар кубка Болгарії (2):

ЦСКА: 2005–2006, 2015–2016.
- Володар суперкубка Болгарії (1):

Литекс: 2010.